# أمير أباد (بنستان)
أمیر أباد (بالإنجليزية: Amirabad, Behabad)‏ هي منطقة سكنية تقع في إيران في يزد.